# Francisco Carlos de Sajonia-Lauenburgo
Francisco Carlos de Sajonia-Lauenburgo (2 de mayo de 1594-30 de noviembre de 1660, Neuhaus) fue un príncipe de Sajonia-Lauenburgo y general en las guerra de los treinta años .

## Biografía
Franz Karl era hijo del duque Francisco II de Sajonia-Lauenburgo (1547-1619) de su segundo matrimonio con María (1566-1626), hija del duque Julio de Brunswick-Wolfenbüttel .
Francisco Carlos ingresó al servicio militar después de que, junto con sus hermanos, confirmó a su hermano mayor en agosto de 1619 en un contrato de herencia como duque de Sajonia-Lauenburgo. Después de servir en varios ejércitos, finalmente se unió al ejército protestante del conde Ernesto II de Mansfeld, donde luchó contra el emperador en Bohemia. En el ejército imperial sirvió en el lado opuesto tres de los hermanos de Francisco Carlos.
En 1623, el hermano mayor de Franz Karl, Julio Enrique logró la reconciliación con el emperador Fernando II. En la asamblea real en Lauenburgo en 1625, la Baja Sajonia estaba bajo la protección del rey danés Cristián IV. contra el emperador y la liga católica . Francisco Carlos promovió un regimiento para el rey danés y acampó en la neutral Sajonia-Lauenburgo de su hermano Augusto, donde parecía hostil con sus tropas. Después de la derrota de Cristian, Francisco Carlos nuevamente buscó la reconciliación con el emperador, sirviendo con Wallenstein.
El 19 de septiembre de 1628, Franz Karl se casó con Ines de Brandeburgo , viuda del duque Philipp Julius de Pomerania . De nuevo con la ayuda de Wallenstein, Francisco Julio llegó a la conclusión de que a su esposa se le permitía mantener a Barth en su carrera corporal . Después de que el rey Gustavo II Adolfo de Suecia desembarcó en Pomerania en 1630, Franz Karl se pasó a su servicio. En la residencia de su hermano Augusto en Ratzeburg, fue capturado por el comandante del ejército imperial Pappenheim, pero pronto volvió a estar en servicio como coronel sueco y cambió después de la muerte de Gustav Adolfo al servicio del Electorado de Sajonia, donde nuevamente logró acercarse al campo imperial.
En 1637, Franz Karl se convirtió al catolicismo y sirvió como sargento general en el servicio imperial. Con la mediación imperial, Franz Karl se casó después de la muerte de su primera esposa, el 27 de agosto de 1639 en Ödenburg, con Catalina de Brandenburgo (convertida al catolicismo en 1633), la viuda del príncipe transilvano Gábor Bethlen. Su esposa vendió todas las posesiones húngaras y se mudaron a Alemania, donde murió en 1644. Franz Karl se casó nuevamente 1651 con la condesa Christine Elisabeth de Meggau, viuda del barón Christoph Adolf de Teuff. Después de abandonar el servicio militar, viajó a Italia. Murió en Neuhaus.